# スポンソン

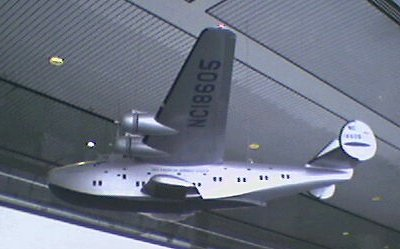
胴体側面にスポンソンを装備した飛行艇（パンアメリカン航空ボーイング314飛行艇）（模型）

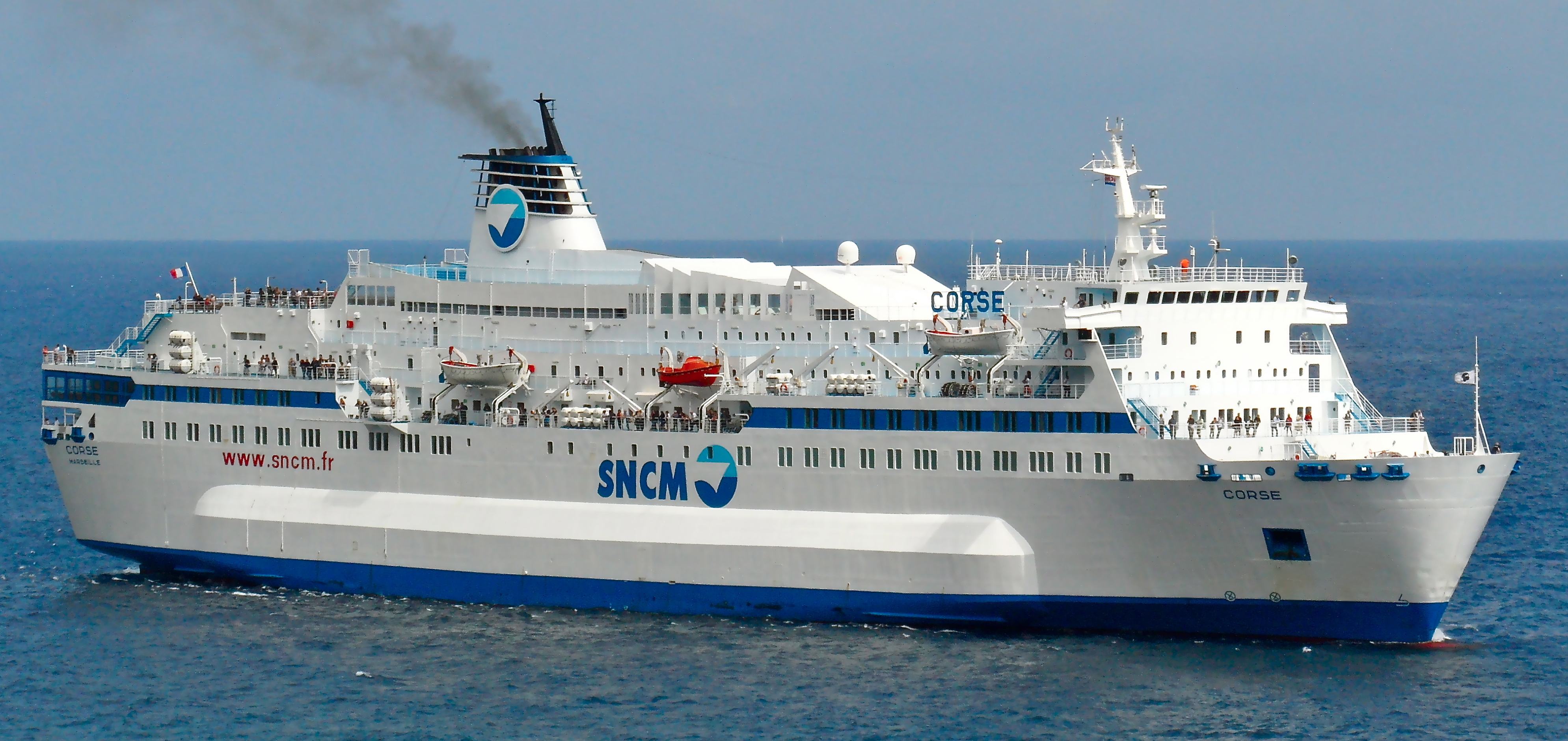
船体側面にスポンソンを装備したフェリー（コルス）

スポンソン(英語: Sponson)とは、防護性や安定性を向上させ、または物品の収納や部品の取付、装備品の搭載を行うため、車両、航空機または船舶の側面に設けられる張り出しをいう。

## 船舶におけるスポンソン
船舶におけるスポンソンは、水上での安定性を増大し、または、他の装備品を取り付けるために、（通常は船殻から）外側に突出した張り出しである。形状的に不安定であったり、重量が偏っている船舶には、転覆を防止し、あるいは安定性を保つため、スポンソンが備えられる場合が多い。これらの船体からの張り出し部は、迅速かつ容易に取り付けおよび取り外しできるようになっている場合が多い。
カヌーやカヤックにも、水面が荒れている場合の安定性を保つため、スポンソンが取り付けられるようになっているものがある。これらは、外洋用の船に船体から離隔して取り付けられるアウトリガーとは異なったものである。スポンソンの末端は船体に近いため、船の幅員を小さくすることができるため、狭隘な通路を通過する小型の船にも用いられる。
1990年代の半ばにスポンソンの設計が進歩し、高速での操舵性を向上させるため、レーシングボートにも装備されるようになった。
今日、市販されている船舶用スポンソンには、ブロックタイプ、フックまたはウィングタイプ、パドルまたはラダータイプの3種類がある。

### ブロック・スポンソン
ブロック・タイプは、最も単純な形式である。先端部は、通常、抗力を減ずるために丸みを帯びているか、または、尖っている。「その主たる目的は、特に加速時において、船体後部の浮力を増加することである。また、船体後部船殻の表面積を増加することにより、高速時の横方向の安定性を向上するとともに、ポーポイズ現象を抑制することができる。」

### ウィング／フック・スポンソン
ウイングまたはフック・スポンソンは、最も一般的なスポンソンである。加速中の浮力を増加し、横方向の安定性を向上させ、およびポーポイズ現象を抑制するとともに、操舵性を向上させることができる。「その外縁部は、旋回中の抵抗を増大し、船体後端の外側への滑り出しを減少させ、より鋭くかつ高速の旋回を可能にする。また、船殻の旋回軸としても機能する。」このタイプのスポンソンのもう一つの利点は、ライダーが旋回中に体をより内側に傾け、その船舶の限界に迫れることである。

### パドル／ラダー・スポンソン
パドルまたはラダー・タイプのスポンソンは、ブロック・タイプのスポンソンに平らなパドル型の舵を垂直に取り付けたものであり、ウィング／フック・スポンソンと同様に働くが、鋭く突出した外縁部が水を捉えることにより、さらに高い効果が得られる。

## 航空機におけるスポンソン

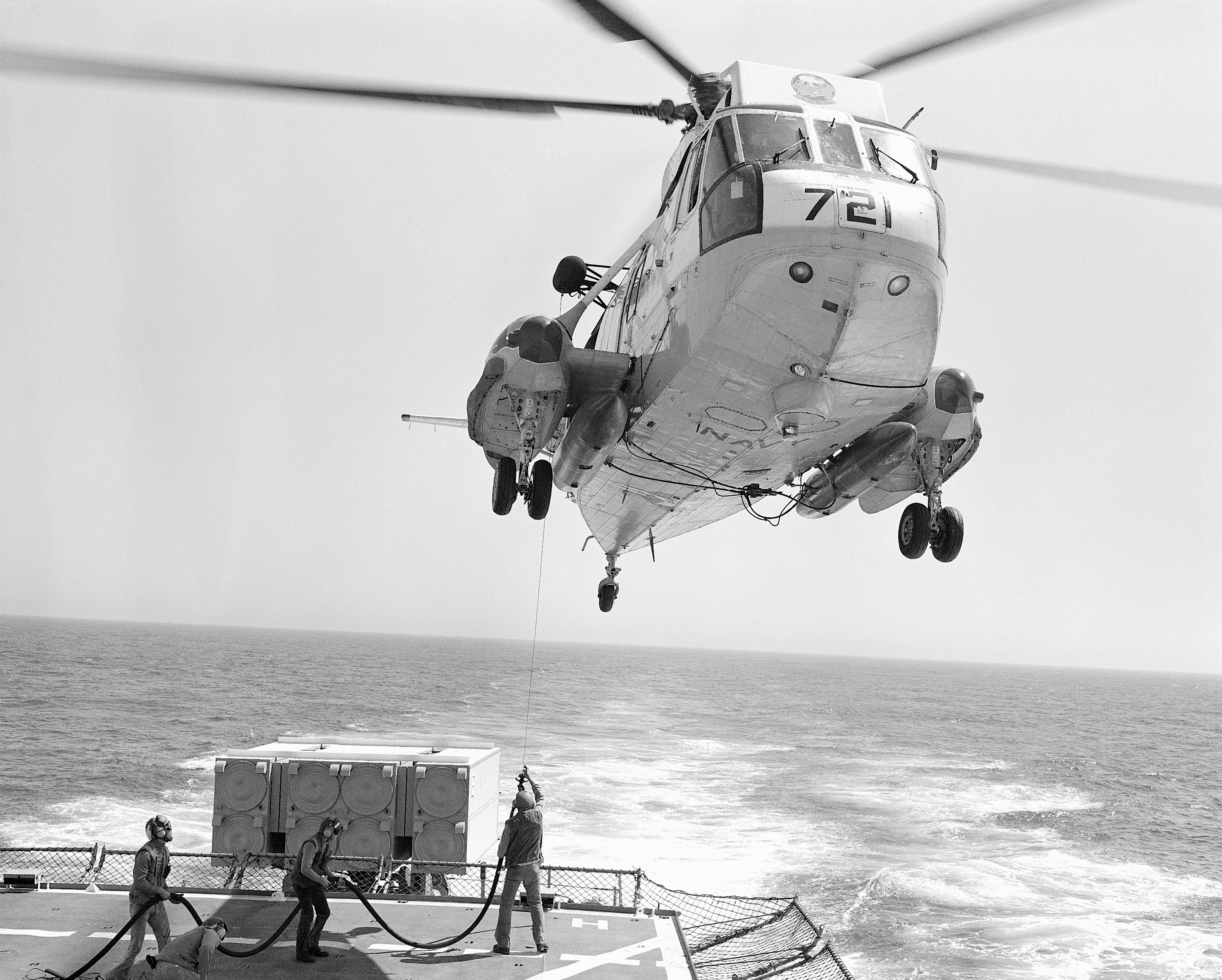
下部構造にスポンソンを装備したヘリコプター（シーキング）

飛行艇におけるスポンソンは、クラウディウス・ドルニエが特許を取得し、ドイツ帝国海軍の第一次世界大戦中の飛行艇であるツェッペリンーリンダウ Rs.IVで初めて用いられた。そのスポンソンを用いることにより、船殻の浮力を増大し、抗力を減少させ、機体離陸時の揚力を補完することができたのである。
多くのヘリコプターは、設計上、水上への着水や離水を想定していないが、機体が水中に墜落した場合の安全機能として、スポンソンを装備している場合がある。ヘリコプターのスポンソンは、また、シコルスキーS-92やベル222のように、燃料の搭載や、降着装置の格納にも用いられる。航空機へのスポンソンの装備においては、飛行中の空気力学を考慮しなければならない。さもなければ、機体が不安定となったり、機体への損傷が生じたりする可能性があるからである。

## 軍用車両におけるスポンソン

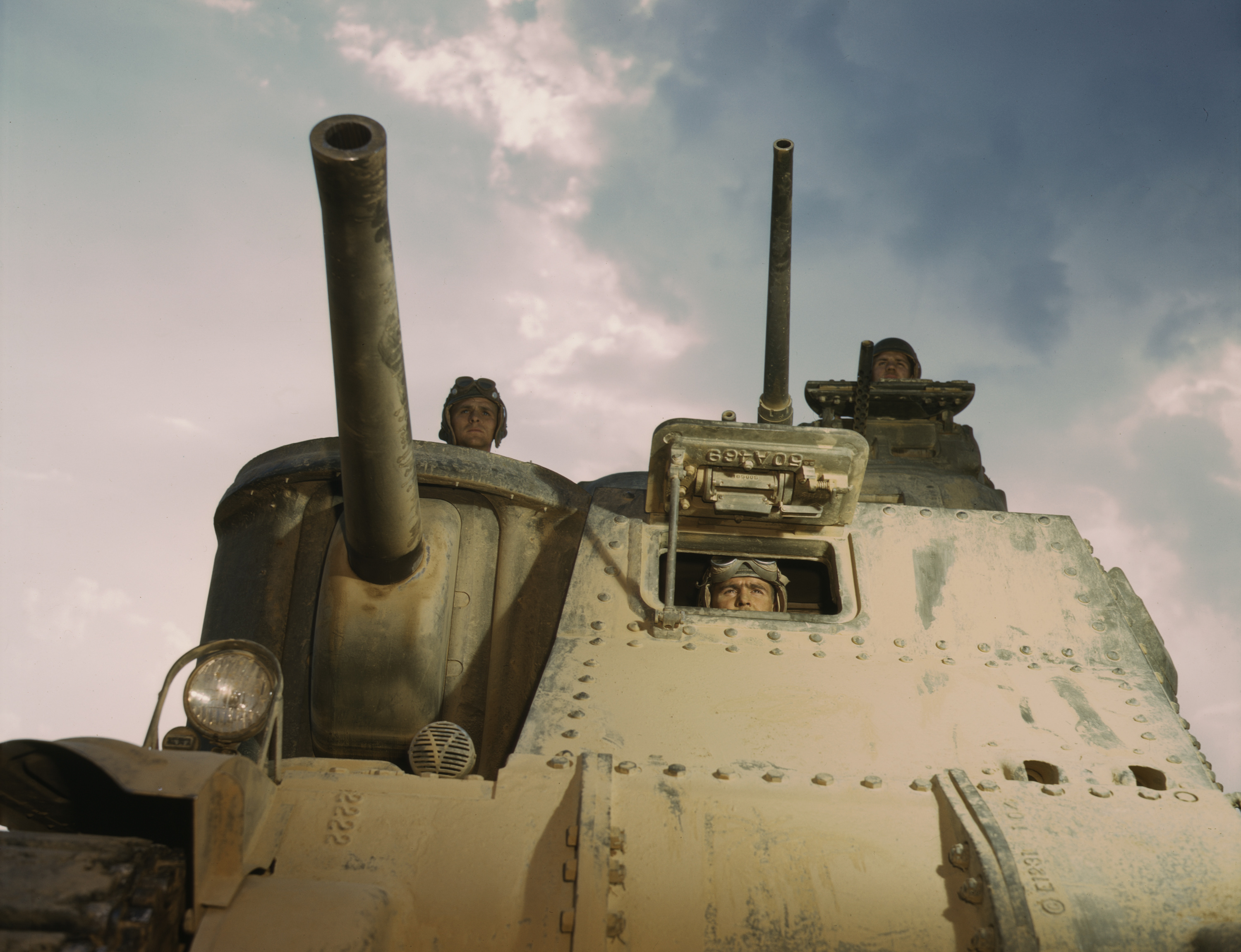
スポンソンに搭載された主砲（M3中戦車）

戦車などの装甲戦闘車両や海軍の軍艦においては、スポンソンとは、車体／船殻の側方または上方から張り出した架台または筐体を指す場合がある。それは、浮力を生じさせるためではなく、機関銃などの武装や光学装置を搭載するために用いられる。また、保管スペースとして、または車両に出入りする人員のための乗降口としても用いられる。また、ブラッドレー歩兵戦闘車の装軌の上側にあるスポンソンのように、防弾層および収納スペースとしての機能を果たすものもある。
典型的な武装装備の例では第一次世界大戦でのイギリスのマーク I 戦車を祖とする菱型戦車は基本的に車体から貼りだしたスポンソンに砲・機関銃を装備するという構造であった。又、収納スペースでの利用ではドイツ戦車としては、大型化した砲弾を載せる空間確保のためにティーガーI、V号戦車パンター、ティーガーIIが履帯上をスポンソン構造にしている。